# Hvang Vu-suk
Hvang Vu-suk (korej. 황우석, rođen 29. januara 1953) je južnokorejski veterinar i istraživač. Bio je profesor teriogenologije i biotehnologije na Nacionalnom univerzitetu u Seulu (otpušten 20. marta 2006), koji se proslavio izradom niza eksperimenata, koji su se pojavili u poznatim naučnim časopisima, na polju istraživanja matičnih ćelija. Do novembra 2005. godine smatran je jednim od pionirskih stručnjaka u toj oblasti, najpoznatijem po dva članka objavljena u časopisu Science 2004. i 2005. godine, gde je izvestio da je kloniranjem uspeo da stvori matične ćelije ljudskih embriona. U Južnoj Koreji nazvan je „ponosom Koreje“.
Ubrzo nakon objavljivanja prvog rada, članak u časopisu Nature optužio je Hvanga da je počinio etička kršenja koristeći jajne ćelije svojih diplomiranih studenata i crnog tržišta. Iako je u početku negirao optužbe, Hvang je priznao da su navodi tačni u novembru 2005. Ubrzo nakon toga otkriveno je da su njegovi eksperimenti sa kloniranjem ljudi bili lažni.
12. maja 2006, Hvang je optužen za proneveru i kršenje zakona o bioetici nakon što je otkriveno da je veći deo njegovih istraživanja matičnih ćelija lažiran. Korea Times izvestio je 10. juna 2007. da ga je Nacionalni univerzitet u Seulu otpustio, a vlada Južne Koreje otkazala mu je finansijsku podršku i zabranila mu da se bavi istraživanjem matičnih ćelija. Iako je optužen za prevaru i proneveru, držao je relativno nizak profil na istraživačkom institutu za bioinženjering Sooam u Jonginu, provincija Gieongi, gde trenutno vodi istraživačke napore na stvaranju kloniranih svinjskih embriona i njihovoj upotrebi za stvaranje embrionalnih kultura matičnih ćelija.
Otkako se kontroverza utišala, uprkos svojoj istoriji i izgubljenom kredibilitetu kao naučnika, Hvangova laboratorija aktivno objavljuje rukopise, od kojih su se mnogi pojavili na PubMed-u, bazi podataka o biomedicinskim istraživanjima. U februaru 2011. godine, Hvang je posetio Libiju u okviru projekta vrednog 133 miliona dolara u severnoafričkoj zemlji za izgradnju centra za istraživanje matičnih ćelija i prenos relevantne tehnologije. Međutim, projekat je otkazan zbog građanskog rata.
Hvang je osuđen na dvogodišnju uslovnu zatvorsku kaznu na Centralnom okružnom sudu Seula 26. oktobra 2009. godine, nakon što je proglašen krivim za proneveru i bioetička kršenja, ali nije okrivljen za prevaru. Istog dana, CNN je izvestio da je naučnik 2006. godine priznao da je lažirao svoje nalaze, nakon što su se pojavila pitanja neprimerenosti. Žalbeni sud u Južnoj Koreji potvrdio je presudu 15. decembra 2010. godine, što je rezultiralo smanjenjem njegove uslovne kazne za šest meseci. Vrhovni sud Južne Koreje potvrdio je 2014. presudu iz 2010.
Novembra 2015. godine, kineska biotehnološka kompanija Boyalife Group najavila je da će se udružiti sa Hvangovom laboratorijom Sooam Biotech kako bi otvorila najveću svetsku fabriku za kloniranje životinja u Tjenđinu već 2016. godine. Cilj fabrike je da proizvede do milion embriona goveda po godini kako bi se zadovoljila sve veća potražnja za kvalitetnom govedinom u Kini.

## Vremenska linija
Hvang je prvi put privukao pažnju medija u Južnoj Koreji kada je objavio da je uspešno stvorio kloniranu muznu kravu Jeongrong-i u februaru 1999. Njegov navodni uspeh proglašen je petom instancom na svetu u kloniranju krava, uz zapaženo upozorenje: Hvang nije uspeo obezbediti naučno proverljive podatke za istraživanje, dajući samo medijske sesije i foto-operacije. Sledeća Hvangova tvrdnja usledila je samo dva meseca kasnije, u aprilu 1999. godine, kada je najavio kloniranje korejske krave Jin-i, takođe bez davanja naučno proverljivih podataka. Uprkos primetnom odsustvu bilo kog naučnog podatka potrebnog za ispitivanje valjanosti istraživanja, nekoliko Hvangovih tvrdnji su dobro prihvaćene od strane južnokorejskih medija i javnosti, koje je privukla Hvangova tvrdnja o nemerljivoj ekonomskoj perspektivi koju obećavaju njegova istraživanja. Tvrdnje o rezultatima njegovog istraživanja rezultirale su time da je Hvang dobio nagradu za naučnika godine od strane Korejskog udruženja naučnih novinara . Do 2004. godine Hvangovo glavno područje istraživanja baziralo se na stvaranju genetski modifikovane stoke koja je uključivala krave i svinje. Tokom tog perioda, Hvang je tvrdio da je stvorio kravu otpornu na BSE (Bolest ludih krava - što nije verifikovano) i takođe je izjavio da namerava da klonira sibirskog tigra.
U februaru 2004. Hvang i njegov tim objavili su da su uspešno stvorili embrionalnu matičnu ćeliju metodom nuklearnog prenosa somatskih ćelija i 12. marta objavili svoj rad u časopisu Science. Iako se Hvang već krajem 90-ih proslavio kao stručnjak za kloniranje životinja i obezbedio status slavne ličnosti u Južnoj Koreji, njegov navodni uspeh iznenadio je sve jer je ovo prvi izveštaj o uspehu u kloniranju somatskih ćelija čoveka. Do Hvangove tvrdnje, verovalo se da je stvaranje ljudske matične ćelije kloniranjem gotovo nemoguće zbog složenosti primata. Hvang je objasnio da je njegov tim koristio 242 jajne ćelije da stvori jednu ćelijsku kulturu.
U maju je časopis Nature objavio članak u kome se navodi da je Hvang koristio jajne ćelije uzete od njegove dve učenice, na osnovu intervjua sa jednim od studenata. Članak je pokrenuo pitanje da li je na studentkinje vršen pritisak da daju jajne ćelije i da li je time takva donacija bila „dobrovoljna“ kao što je Hvang tvrdio u svom naučnom radu. Hvang porekao da je koristio jajne ćelije svojih učenica. 
Godinu dana kasnije, u maju 2005. godine, Hvangov tim najavio je još veće postignuće. Tvrdio je da je stvorio 11 matičnih ćelija ljudskih embriona koristeći 185 jajašaca. Njegov rad, objavljen je 17. juna u časopisu Science. Odmah je pozdravljen kao napredak u biotehnologiji, jer su ćelije navodno stvorene od somatskih ćelija pacijenata različite starosti i pola, dok je matična ćelija iz 2004. stvorena od jajnih i somatskih ćelija jednog ženskog donora. To je značilo da je svaki pacijent mogao dobiti prilagođeni tretman bez imunoloških reakcija. Pored toga, Hvangovo istraživanje značilo je da je njegov tim povećao stopu uspešnosti 14 puta i da bi ova tehnologija mogla biti medicinski održiva.
Hvang je dospeo u još naslova u maju 2005. godine, kada je kritikovao politiku američkog predsednika Džordža V. Buša prema istraživanju embrionalnih matičnih ćelija. Takođe, časopis Time proglasio je Hvanga jednim od „Ljudi od značaja 2004. godine“, navodeći da je Hvang „već dokazao da kloniranje ljudi više nije naučna fantastika, već činjenica života“.
Nakon ranijih uspeha, Hvang je 3. avgusta 2005. objavio da je njegov tim istraživača postao prvi tim koji je uspešno klonirao psa, što je nezavisno verifikovano genetskim testiranjem. Pas, avganistanski hrt, dobio je ime Snupi.
Ubrzo nakon svog revolucionarnog rada iz 2005. godine, Hvang je imenovan za šefa novog Svetskog centra matičnih ćelija, objekta koji je trebalo da bude vodeći svetski centar za istraživanje matičnih ćelija. Međutim, novembra 2005. godine, Džerald Šaten, istraživač sa Univerziteta u Pitsburgu, koji je dve godine radio sa Hvangom, iznenadno je prekinuo saradnju sa Hvangom. U jednom intervjuu, Šaten je prokomentarisao: „moja odluka zasniva se isključivo na zabrinutosti u vezi sa donacijama jajnih ćelija u Hvangovom istraživanju iznesenom 2004. godine“. 
Nakon intenzivne medijske istrage, Roh Sung-il, jedan od bliskih saradnika Hvanga i šef ženske bolnice MizMedi, održao je konferenciju za novinare 21. novembra. Tokom konferencije, Roh je priznao da je ženama platio po 1.400 američkih dolara za doniranje njihovih jajnih celija, ćelija koje su kasnije korišćena u Hvangovom istraživanju. Međutim, Roh je tvrdio da Hvang nije bio upoznat sa tim, dok je južnokorejsko Ministarstvo zdravlja uveravalo da nisu prekršeni zakoni niti etičke smernice, jer u ovo nisu umešani komercijalni interesi. Hvang je tvrdio da nije bio svestan da se ove radnje događaju tokom istraživanja i podneo je ostavku na mesto.
22. novembra PD Su-cheop (PD beležnica), popularna emisija MBC-ja o istraživačkom izveštavanju, pokrenula je raspravu oko neetičkog ponašanja u procesu prikupljanja jajnih ćelija. Uprkos činjeničnoj tačnosti izveštaja, novinski mediji, kao i ljudi koji su nepokolebljivo podržavali Hvanga, tvrdili su da je kritika Hvangovog dela bila „nepatriotska“, toliko da su velike kompanije koje su sponzorisale emisiju odmah povukle svoju podršku.
Hvang je 24. novembra održao konferenciju za štampu u Seulu, na kojoj je izjavio da namerava da podnese ostavku na većinu svojih zvaničnih funkcija.
Takođe se izvinio za svoje postupke. U intervjuu je rekao, „Zaslepio me je posao i moja težnja za uspehom“. Negirao je primoravanje svojih istraživača da doniraju jajne ćelije i tvrdio je da je saznao za situaciju tek nakon što se dogodila.
Dodao je da je lagao o izvoru doniranih jajnih ćelija da bi zaštitio privatnost svojih ženskih istraživača i da nije bio upoznat sa Helsinškom deklaracijom, koja jasno nabraja njegove postupke kao kršenje etičkog ponašanja.
Posle konferencije za štampu, koja je emitovana na svim glavnim južnokorejskim televizijskim mrežama, većina državnih medija, vladina ministarstva i javnost pružili su podršku Hvangu. Simpatije prema Hvangu su rasle, što je rezultiralo povećanjem broja žena koje su želele da doniraju svoje jajne ćelije za Hvangovo istraživanje.
29. decembra 2005. godine univerzitet je utvrdio da je svih 11 Hvangovih ćelijskih kultura matičnih ćelija prevara. Univerzitet je 10. januara 2006. objavio da su Hvangovi radovi iz 2004. i 2005. u listu Science lažirani. Nakon potvrde kršenja naučnog zakona, list Science je 11. januara povukao oba Hvangova rada. 
12. januara 2006. Hvang je održao konferenciju za štampu da se izvini za ceo fijasko, ali ipak nije priznao da je varao. Umesto toga, izričito je krivio druge članove svog istraživačkog projekta što su ga prevarili lažnim podacima i navodnom zaverom, rekavši da su njegovi projekti sabotirani i da je u pitanju krađa materijala. Rekao je da je moguće kloniranje ljudskih matičnih ćelija i da on ima tehnologiju da to uradi, a ako mu se da još šest meseci, mogao bi to da dokaže. Tužioci u Seulu pretresli su njegov dom kako bi pronašli dosijee i dokaze kako bi započeli krivičnu istragu protiv Hvanga.
20. januara 2006, Hvang je tvrdio da su dve od njegovih 11 krivotvorenih kultura matičnih ćelija zlonamerno zamenjene sa ćelijama običnih, a ne kloniranih embriona. Optužba uključuje kulture koje Hvang tvrdi da je stvorio u bolnici MizMedi sa sedištem u Seulu. 
22. novembra 2016. godine Hvang je dobio sertifikat o patentu na tehnologiju NT-1 od strane Korejskog zavoda za intelektualnu svojinu.

## Hvangova laboratorijska tehnika
Krajem devedesetih, metod koji su naučnici koristili za kloniranje bio je nuklearni transfer somatskih ćelija, što je isti postupak koji je korišćen za kloniranje ovce Doli. Ova laboratorijska tehnika započinje kada se od donora uzima jajna ćelija i iz nje ukloni jedro. Zatim se od životinje koja se klonira uzima ćelija koja sadrži DNK. Zatim se donorova ćelija bez jedra spaja sa jedrom ćelije koja se klonira. Ovo stvara embrion, koji se implantira u surogat majku vantelesnom oplodnjom. Ukoliko je postupak uspešan, surogat majka će roditi bebu koja je klon subjekta kloniranja na kraju normalnog gestacijskog perioda. U 2014. istraživači su prijavili stope uspeha u visini sedam od deset kloniranja, dok je 1996. godine bilo potrebno 277 pokušaja da se stvori Doli.
Hvang je navodno koristio ovu tehniku u svojoj laboratoriji u SNU za kloniranje pasa tokom svojih eksperimenata tokom ranih 2000-ih. Tvrdio je da je moguće klonirati sisare i da verovatnoća uspeha može biti veća od 1 na 277 pokušaja (u sličnim slučajevima kao što je Doli). Hvang je prvi na svetu klonirao psa, avganistanskog hrta zvanog Snupi 2005. godine. Svoj postupak kloniranja opisao je u časopisu Nature. Istraživači sa Nacionalnog univerziteta u Seulu i američkog Nacionalnog instituta za zdravlje potvrdili su da je Snupi klon. Od tada su Hvang i njegovi saradnici klonirali još mnogo pasa. 2015. godine prijavljeno je da je kompanija Hvang Vu-suk-a Sooam Biotech od 2005. godine stvorila 700 kloniranih štenaca, a njihovi vlasnici su platili po oko 100.000 dolara za kloniranje pasa.
Hvangova namera da razvije bolju tehniku kloniranja bila je usredsređena na matične ćelije, jer su to ćelije u ranoj fazi razvoja i zadržavaju potencijal da se pretvore u mnogo različitih vrsta ćelija. Kada se podele, svaka nova ćelija može ili ostati matična ćelija ili postati druga vrsta ćelije sa specijalizovanijom funkcijom.
Prema biolozima koji se bave matičnim ćelija, možda bi bilo moguće iskoristiti ovu sposobnost pretvaranja matičnih ćelija za „komplet popravku“ organizma. Teoretski, matične ćelije bi mogle da stvore zdravo tkivo koje bi zamenilo ono oštećeno traumom ili ugroženo bolešću. Mnoga stanja i bolesti koja se mogu lečiti terapijom matičnim ćelijama uključuju Parkinsonovu bolest, Alchajmerovu bolest, bolesti srca, moždani udar, artritis, dijabetes, opekotine i oštećenje kičmene moždine.
U martu 2012. objavljeno je da će Hvang sarađivati sa ruskim naučnicima u pokušaju da klonira runastog mamuta iz ostataka pronađenih u Sibiru. Prethodno je u martu 2011. godine uspešno klonirao osam kojota koristeći pse kao surogat majke i sive vukove. Međutim, pronalazak uzorka mamuta pogodnog za kloniranje nije bio uspešan.
Kineska kompanija BoyaLife je 2015. objavila da u partnerstvu sa Hvang Vu-sukovom kompanijom Sooam Biotech planira da izgradi fabriku od 200 miliona RMB (oko 32 miliona američkih dolara) u Tjencinu u Kini za proizvodnju 100.000 kloniranih goveda po godini, za snabdevanje sve većeg kineskog tržišta kvalitetnom govedinom.
Sooam Biotech je 2015. godine klonirao muško štene boksera od kućnog ljubimca koji je bio mrtav 12 dana. Ovo je prvi put da je kloniran pas koji je toliko dugo bio mrtav. 
2016. godine Hvangova kompanija redovno je klonirala svinje koje su bile genetski predisponirane određenim bolestima, kako bi mogle da se koriste za testiranje farmaceutskih proizvoda i goveda koja su bila visoko cenjena zbog mesa. Prijavljeno je da Sooam Biotech proizvodi dnevno oko 500 kloniranih embriona različitih vrsta. Takođe je prijavljeno da pokušavaju da kloniraju etiopskog vuka, jednog od najređih vrsta na svetu, kojih je u divljini svega 500, kao i još neke ugrožene vrste - azijskog divljeg psa, kojih ima samo oko 2.500 odraslih i sibirskog mošusnog jelena kojeg je IUCN klasifikovao kao ugroženog.

## Kontroverze
Do novembra 2005. godine, Hvanga su kritikovali samo zbog etičkih kršenja. Kolege i mediji tvrde da je donatorima jajnih ćelija plaćao za doniranje i da je primio donacije od dva mlađa istraživača, što je predstavljalo kršenje etike. Kasnije će se kontroverze usredsrediti na kršenje naučnog zakona.
Njegov tim, koji je klonirao prvi ljudski embrion koji se koristio za istraživanje, rekao je da su koristili istu tehnologiju za stvaranje serija embrionalnih matičnih ćelija od devet pacijenata. Prema rečima Hvanga, rezultat je bio mnogo efikasniji nego što su se nadali. Hvangov integritet istraživača ponovo je doveden u sumnju kada je otkriveno da je PD Su-cheop zakazao ispitivanje u kojem se dovodi u pitanje njegovo dostignuće objavljeno u časopisu Science u junu 2005. godine, u kojem se navodi da je klonirao 11 kultura embrionalnih matičnih ćelija. To je izazvalo besne reakcije kod mnogih Južnokorejaca, a reakcija se pojačala tek kada je otkriveno da je Kim Sun-Jong, jedan od Hvangovih istraživača iz MizMedija, prinuđen nelegalnim sredstvima da svedoči protiv Hvanga. Kao rezultat, zakazano emitovanje je otkazano, a mreža se čak i javno izvinila naciji. Svi su manje-više pretpostavljali da je emisija bila kriva, a ne Hvang. Ipak, drugi mediji počeli su da preispituju Hvangove tvrdnje.
Pažljivo istraživanje otkrilo je da su nekoliko fotografija navodno različitih ćelija u stvari bile fotografije iste ćelije. Hvang je odgovorio da su ove dodatne fotografije slučajno uvrštene i da nije bilo takvog dupliranja u originalnom prilogu u Science-u. To je kasnije potvrdio časopis.
Istraživači su postavili pitanja o zapanjujućim sličnostima između DNK profila kloniranih ćelija. Tada je saradnik Džerald Šaten zatražio od Science-a da ukloni njegovo ime iz papira, navodeći kao razlog da postoje „navodi od strane nekoga umešanog u eksperimente da neki elementi izveštaja mogu biti lažni“.
Usred ove zbrke, Hvang je nestao iz javnosti, da bi bio hospitalizovan zbog navodnog umora povezanog sa stresom. Javnost se postepeno počela okretati protiv Hvanga, uključujući i velike korejske kompanije. Nekoliko dana kasnije, Hvang odlazi u svoju laboratoriju tražeći od Nacionalnog univerziteta u Seulu da zvanično sprovede istragu o navodima koji ga okružuju.
Skandal je dobio dramatičan zaokret 15. decembra, kada je Roh Sung-il, koji je sarađivao na tom listu, izjavio medijima da je devet od tih jedanaest kultura lažirano. Konkretno, DNK testovi su pokazali da tih devet ćelijskih kultura deli identičnu DNK, implicirajući da potiču iz istog izvora. Roh je izjavio da je „profesor Hvang priznao izmišljotinu“, te da su on, Hvang i još jedan koautor tražili od Science-a da povuče rad. Dodajući ulje na vatru, MBC je emitovao sadržaj otkazane emisije PD beležnica, što je potkrepilo Rohovu tvrdnju.
Istog dana, The Seattle Times je izvestio da Science još nije dobio zvanični zahtev od Hvanga da povuče rad i odbio je ukloniti Šatenovo ime iz lista, navodeći: „Nijedan autor, koji je u vreme objavljivanja imao svoje puno i potpuno poverenje u sadržaj rada, ne može povući svoje ime tako lako nakon objavljivanja“.
Nekoliko istaknutih naučnika, uključujući Ijana Vilmuta, koji je klonirao ovcu Doli 1996. godine, i Roberta Lanza, stručnjaka za kloniranje sa sedištem u Vusteru, Masačusets, pozvali su Hvanga da preda svoj rad spoljnoj grupi na nezavisnu analizu. Lanza je rekao: „Ne možete lažirati rezultate ako ih sprovodi nezavisna grupa. Mislim da bi ovaj jednostavan test mogao da stavi optužbe na mirovanje.“
Na korejskim mrežama održane su dve velike konferencije za štampu 16. decembra, jedna sa Hvangom, a druga sa bivšim kolegom Roh Sung-ilom. Hvang je započeo konferenciju za štampu tvrdeći da tehnologija za stvaranje matičnih ćelija postoji, što nije eksplicitna izjava da kulture matičnih ćelija koje je predstavio u svom radu nisu lažne. Međutim, priznao je falsifikovanje podataka istraživanja, pripisujući ih nepopravljivim „veštačkim greškama“. Rekao je da postoji problem sa originalnim kulturama izazvanim kontaminacijom, a ako bi mu se dalo još deset dana, mogao bi ponovo stvoriti kulture matičnih ćelija. Optužio je dr Kim Sun-Jong, bivšu saradnicu, da je „zamenila“ neke kulture matičnih ćelija.
Uprkos Hvangovoj tvrdnji, na drugoj konferenciji za štampu održanoj samo nekoliko minuta kasnije, Roh Sung-il opovrgnuo je Hvangovu optužbu, rekavši da je Hvang ucenjivao MizMedi i Kim Sun-Jong. Tvrdio je da su najmanje devet od jedanaest kultura matičnih ćelija bile lažne i da je Hvang jednostavno nepouzdan.
Roh Sung-il, predsednik odbora bolnice MizMedi, rekao je za KBS televiziju da se Hvang složio da zatraži od časopisa Science da povuče rad objavljen u junu. Roh je bio jedan od koautora članka koji je detaljno objasnio kako su kloniranjem stvorene pojedinačne kolonije matičnih ćelija za 11 pacijenata. Roh je takođe rekao za televiziju MBC da je Hvang vršio pritisak na bivšeg naučnika u svojoj laboratoriji da lažira podatke kako bi izgledalo kao da postoji 11 kolonija matičnih ćelija. Bivši istraživač rekao je za MBC da mu je Hvang naredio da lažira fotografije kako bi se činilo da postoji 11 odvojenih kolonija od samo tri. Istraživač Univerziteta u Pitsburgu, Džerald Šaten već je zatražio da ga Science ukloni kao autora rada, pozivajući se na pitanja o tačnosti rada. Nacionalni univerzitet u Seulu najavio je da će sprovesti internu istragu o Hvangovom istraživanju.
26. jula 2006, Hvang je u svedočenju rekao da je potrošio deo od 500 miliona dobijenih privatnim donacijama u pokušajima da klonira izumrle ruske mamute i korejske tigrove.

### Zvanična istraga Nacionalnog univerziteta u Seulu i potvrda prevare
Interno veće je angažovano na Nacionalnom univerzitetu u Seulu kako bi istražilo optužbe, a istraga je pokrenuta 17. decembra 2005. Veće je zapečatilo Hvangovu laboratoriju i sprovelo temeljnu istragu, prikupljajući svedočenja od Hvanga, Roha i drugih ljudi koji su bili umešani u skandal. Veće je 23. decembra objavilo prvobitni iskaz da je Hvang namerno izmislio rezultate istraživanja matičnih ćelija stvarajući devet lažnih ćelijskih kultura od jedanaest, i dodao da valjanost dve preostale ćelijske linije tek treba proveriti. Komisija je izjavila da je Hvangov prekršaj „težak čin koji šteti temeljima nauke“. Veće je demantovalo i Hvangovu tvrdnju da je upotrebio samo 185 jajašaca za stvaranje kultura matičnih ćelija, ukazujući da je možda više jajnih ćelija korišćeno u istraživačkom procesu.
Veće je objavilo dodatna saznanja 29. decembra i potvrdilo da ne postoje embrionalne matične ćelije koje se podudaraju sa pacijentima i da Hvangov tim nema naučne dokaze da je ijedna matična ćelija ikada napravljena.
U svom konačnom izveštaju objavljenom 10. januara 2006. godine, veće je potvrdilo svoja prethodna saznanja istovremeno objavljujući dodatna otkrića. Veće je otkrilo da je, suprotno Hvangovoj tvrdnji da je za rad svog tima iz 2005. godine koristio 185 jajnih ćelija, upotrebljeno najmanje 273 jajne ćelije, prema istraživačkim zapisima koji se vode u Hvangovoj laboratoriji. Pored toga, veće je otkrilo da je Hvangov tim snabdeven sa 2.060 jajnih ćelija u periodu od 28. novembra 2002. do 8. decembra 2005. Takođe demantovana je Hvangova tvrdnja da nije znao za doniranje ćelija od strane svojih ženskih istraživača. U stvari, otkriveno je da je sam Hvang svojim istraživačima delio obrasce za saglasnost za doniranje jajnih ćelija i lično ih otpratio do bolnice MizMedi radi izvođenja postupka vađenja jajnih ćelija.
Veće je izjavilo da je Hvangov naučni rad iz 2004. takođe lažiran i zaključilo da su matične ćelije o kojima se raspravljalo u radu možda nastale slučajem partenogenetskog procesa (što je samo po sebi značajan razvoj, jer se sisari retko razmnožavaju partenogenezom; pored toga, čine Hvangovu laboratoriju prvom ikada koja je uspešno generisala ljudske matične ćelije putem partenogeneze). Iako Hvangov tim nije isključio mogućnost partenogenetskog procesa u radu, reklo je veće, njegov tim nije uložio nikakav napor da ispita mogućnost kroz dostupne testove.
Šef veća, rekao je na konferenciji za novinare da veće nije u mogućnosti da istraži Hvangovu tvrdnju da su njegove matične ćelije zamenjene MizMedijevim, ali je dodao da je takva tvrdnja nerazumna kada nema dokaza da je bilo koja od matičnih ćelija ikada napravljena za početak.
Veće je, u zaključku, izjavilo da je Hvangov tim namerno lažirao podatke i u radovima iz 2004. i 2005. godine i da je to „čin obmane usmeren i na naučnu zajednicu i na širu javnost“. Međutim, potvrđeno je da je Hvangov tim zaista uspeo da klonira psa kojeg su nazvali Snupi.

### Hvangova najava ostavke i zvanično razrešenje
23. decembra 2005. Hvang se izvinio što je „stvorio šok i razočaranje“ i objavio da podnosi ostavku na mesto profesora na univerzitetu. Međutim, Hvang je tvrdio da tehnologija matičnih ćelija koje se podudaraju sa pacijentima ostaje u Južnoj Koreji i njegovi sunarodnici će je videti.
Nacionalni univerzitet u Seulu rekao je da Hvangov zahtev za ostavku neće biti prihvaćen, pozivajući se na univerzitetsku regulativu koja nalaže da zaposleni pod istragom ne može da podnese ostavku. 
9. februara 2006, univerzitet je suspendovao Hvanga sa pozicije univerzitetskog profesora, zajedno sa šest drugih članova fakulteta koji su učestvovali u Hvangovom timu. Posle toga, Hvang je otpušten sa univerziteta 20. marta 2006. godine.

### Optužnica protiv Hvanga i pet njegovih saradnika
12. maja 2006, Hvang je optužen za proneveru i kršenje zakona o bioetici, bez fizičkog zatvora. Tužioci su takođe podigli optužnice za prevaru protiv trojice istraživača matičnih ćelija. Proneverio je 2,8 milijardi vona (3 miliona dolara) od oko 40 milijardi vona iz istraživačkih fondova, u lične svrhe i ilegalnu kupovinu jajnih ćelija korišćenih u njegovim eksperimentima.
Tužilaštvo je takođe reklo da su trojica Hvangovih saradnika koji su učestvovali u njegovom istraživanju matičnih ćelija, Joon Hjun-soo, Lee Bieong-chun i Kang Sung-keun, takođe prisvojili desetine miliona vona istraživačkog novca. Istražitelji su pratili 24,6 milijardi vona kako bi otkrili kako je potrošen novac za istraživanje. To je bio deo Hvangovih 36,9 milijardi vona iz istraživačkih fondova prikupljenih državnom podrškom i privatnim donacijama. Istražitelji su rekli da je Hvang koristio bankovne račune koje su držali rođaci i podređeni 2002. i 2003. godine, da bi od privatnih organizacija dobio oko 475 miliona vona. Navodno je prao novac podižući ga u gotovini, razbijajući ga na manje količine i vraćajući ga na razne bankovne račune. Hvang je takođe podigao 140 miliona vona u avgustu 2001. godine (pre praznika Chuseok) da bi kupio poklone za svoje sponzore, uključujući političare i druge istaknute društvene ličnosti, prema tužiocima. Takođe je navodno proneverio oko 26 miliona vona istraživačkih fondova u septembru 2004. godine da bi kupio automobil za svoju suprugu. Hvang je osumnjičen za proneveru 600 miliona vona, koju je obezbedila privatna fondacija, u više navrata od 2001. do 2005. za ličnu upotrebu. Tužioci ga takođe optužuju da je u prvih osam meseci 2005. godine protivzakonito isplatio oko 38 miliona vona 25 žena koje su donirale jajne ćelije za njegovo istraživanje putem Ženske klinike Hana. Takođe je optužen da je dao desetinama političara oko 55 miliona vona u brojnim prilikama od 2001. do 2005. Navodno je obezbedio 14 miliona vona rukovodiocima velikih kompanija koje su pružale finansijsku podršku za njegovo istraživanje. Tužilaštvo je dodalo da je Hvang u septembru 2005. godine Korejcu -Amerikancu, identifikovanom samo kao Kang, prebacio oko 200 miliona vona i od njega dobio ekvivalent u američkoj valuti kada je naučnik dva meseca kasnije posetio SAD. Takođe 2005. godine, Hvang je dobio po milijardu vona za istraživački fond od SK Group i Nacionalne federacije poljoprivredne zadruge na osnovu njegovih lažnih rezultata istraživanja matičnih ćelija. U međuvremenu, istražitelji su rekli da su Lee Bieong-chun i Kang Sung-keun, obojica profesori veterinarskih nauka sa Nacionalnog univerziteta u Seulu, proneverili oko 300 miliona vona i po 100 miliona vona državnih sredstava preuveličavanjem troškova povezanih sa istraživanjem. Ioon Hiun-soo, profesor biologije sa Univerziteta Haniang, takođe je proneverio 58 miliona vona iz istraživačkog fonda kojim upravlja bolnica MizMedi.

## Partenogeneza
2. avgusta 2007. godine, nakon mnogih nezavisnih istraga, otkriveno je da je Hvangov tim uspeo da dobije ćelije iz jajašaca koja su prošla partenogenezu. Hvang je tvrdio da su on i njegov tim dobili matične ćelije iz kloniranih ljudskih embriona. Međutim, dalja ispitivanja hromozoma ćelija pokazuju iste pokazatelje partenogeneze u tim matičnim ćelijama kao i oni kod miševa koje su stvorili naučnici iz Tokija 2004. Iako je Hvang prevario svet da je prvi stvorio veštački klonirane ljudske embrione, on jeste doprineo velikom otkriću na polju istraživanja matičnih ćelija. Proces može ponuditi način za stvaranje matičnih ćelija koje se genetski podudaraju sa određenom ženom za lečenje degenerativnih bolesti.
Vest o otkriću stigla je samo mesec dana nakon saopštenja Međunarodne korporacije za matične ćelije (ISC), kalifornijske kompanije za istraživanje matičnih ćelija, da su uspešno stvorili prve ljudske embrione putem partenogeneze. Iako su stvarni rezultati Hvangovog rada bili tek objavljeni, te embrione stvorili su on i njegov tim pre februara 2004. godine, kada su objavljeni lažni rezultati kloniranja, što bi ih učinilo prvima koji su uspešno izveli postupak. Džefri Janus, predsednik i direktor istraživanja za ISC, slaže se da „ćelije dr Hvanga imaju karakteristike pronađene u partenogenetskim ćelijama“, ali ostaje oprezan, govoreći „da im je potrebno još proučavanja“.

## Odgovor Južne Koreje na kontroverze

### Umešanost vlade Južne Koreje u skandal
Nakon što je stekao status slave u Južnoj Koreji, Hvang je aktivno nastojao da uspostavi sve moguće veze sa političkim i ekonomskim institucijama u zemlji. Hvang je posebno pokušao da dobije naklonost vlade Roh Moo-hiun, koja je patila od nedostatka podrške naroda i želela je da demonstrira svoju kompetentnost stvaranjem i promocijom političkog uspeha za primer.
Hvang se približio Park Ki-Ioung, bivšoj profesorki biologije, koja je tada imenovana za savetnicu za informacije, nauku i tehnologiju predsednika, i postavila ga je kao jednog od koautora u svom naučnom radu iz 2004. godine. Veze sa Park stvorile su povoljno okruženje za Hvanga u vladi, jer je stvorena nezvanična grupa, koja se sastojala od visokih državnih zvaničnika, kako bi podržala Hvangovo istraživanje koje uključuje ne samo Hvanga i Park, već i Kim Bjung-Džona, šefa nacionalne politike i Jin Dae-je, ministra informacija i komunikacija. Grupa je nazvana „Hvang-kum-pak-chui“, akronim napravljen od imena svakog člana, što na korejskom znači „zlatni šišmiš“.
Nakon što je Hvangov rad objavljen u časopisu Science 2005. godine, podrška Hvangu bila je u punom jeku. U junu 2005. Ministarstvo nauke i tehnologije izabralo je Hvanga za prvog dobitnika nagrade Vrhovni naučnik, počasti vredne 15 miliona američkih dolara. Hvang, koji je već zatražio zvanje POSCO profesora u vrednosti od 1,5 miliona američkih dolara, obezbedio je više od 27 miliona američkih dolara te godine. 
Predsednik Roh bio je upoznat sa Hvangom od 2003. godine i dao je niz komentara čiji je cilj bio zaštita Hvanga od potencijalnih bioetičkih problema. 18. juna 2004. Roh je Hvangu dodelio medalju i rekao: „Nije moguće niti je poželjno zabraniti istraživanje, samo zato što postoji zabrinutost da bi moglo dovesti do pravca koji se smatra neetičnim“. U drugom slučaju, prilikom otvaranja Svetskog centra matičnih ćelija, 19. oktobra 2005. godine, Roh je rekao, „političari imaju odgovornost da upravljaju bioetičkim kontroverzama da ne bi stali na put ovom izvanrednom istraživanju i napretku“. 
5. decembra 2005. godine, nakon što je PD beležnica pokrenula nacionalnu polemiku, Cheong Va Dae je potvrdio svoju nepokolebljivu podršku Hvang-u i njegovom istraživačkom timu. "Nastavićemo da podržavamo profesora Hvanga. Nadamo se da će se uskoro vratiti u svoju istraživačku laboratoriju zbog ljudi sa fizičkim poteškoćama i javnosti", izjavio je predsednički portparol Kim Man-soo.
Nagoveštavajući kontroverze oko nasilnih metoda MBC-TV-a korišćenih za prikupljanje informacija od bivših mlađih članova osoblja Hvang-a, Roh je rekao: "Sporovi će se rešavati postepeno i prirodno kroz naučna istraživanja i studije. Nadamo se da će tekući sporovi oko Hvangovog postignuća biti rešeni bez daljih nevolja “.
Navodilo se da je savetnica Park Ki-Ioung namerno izbegavala da Roha izvesti o detaljima Hvangove optužbe za nedolično ponašanje, ističući pritom kršenje novinarske etike od strane MBC-a. Park je, posle višenedeljnog ćutanja zbog svoje uloge u kontroverzi, objavila svoju nameru da podnese ostavku na mesto savetnika 10. januara 2006.
11. januara 2006. godine nacionalna pošta je prestala da prodaje poštanske marke u znak sećanja na Hvangovo istraživanje. Titula Vrhovnog naučnika dodeljena Hvangu opozvana je 21. marta 2006. godine, nakon što je Hvang dan ranije otpušten sa Nacionalnog univerziteta u Seulu.

### Grupa zakonodavaca koja podržava profesora Hvang Vu-suka
6. decembra 2005. grupa od 43 poslanika iz vladajuće i opozicione stranke otvorila je telo za podršku Hvang Vu-suku. Članovi grupe, nazvane "Grupa poslanika koja podržava profesora Hvang Vu-suka", obavezali su se da će pomoći Hvangu da nastavi svoje eksperimente u potrazi za naučnim prodorom.
"Mnogo je poslanika koji, bez obzira na pripadnost stranci, žele da podrže Hvanga. Udružićemo snage da pomognemo Hvangu da se posveti studijama", rekao je predstavnik za štampu Kvon Sun-taik iz vladajuće stranke Uri na konferenciji za novinare u Narodnoj Skupštini, koji je bio i vođa grupe.
Rekao je da će grupa težiti uspostavljanju bioetičkih smernica i mera podrške istraživačima biotehnologije u zemlji. Među onima koji su se pridružili grupi bili su i predstavnici: Kim Hiuk-kiu, Kim Ioung-choon i Kim Sung-gon iz vladajuće stranke, Kim Hiong-o iz glavne opozicione Velike nacionalne stranke (GNP) i Kim Hak-vin, predsedavajući Ujedinjenih liberalnih demokrata.
Neke zakonodavke su učestvovale u građanskoj grupi za dobrovoljno davanje jajnih ćelija za terapijska istraživanja, koja je otvorena u novembru 2005. godine nakon skandala oko nabavke jajnih ćelija.
Song Ioung-sun i Chin Soo-hee iz GNP-a rekli su da će dati svoja jajne ćelije Hvangovom istraživačkom timu. U međuvremenu, vladajuća i opoziciona stranka pozvale su Korejsku radiodifuznu komisiju da detaljno istraži osoblje MBC-ove PD beležnice, koji je u intervjuima emitovao dokumentarni program kritički nastrojen prema Hvangu, i ukorio ih. 
Nakon što je 10. januara 2006. većina Hvangovih tvrdnji potvrđena kao lažna, neki zakonodavci objavili su da je Hvang dao nekoliko donacija u kampanji njima i drugim poslanicima.

### Skupovi koji podržavaju Hvanga
Mnogi građani Južne Koreje okupili su se ispred Hvangove laboratorije pošto se više od 1000 žena obavezalo da će donirati svoje jajne ćelije za naučno istraživanje. Od izvinjenja u novembru 2005. zbog etičkih propusta u nabavci ljudskih ćelija za svoja istraživanja, Hvang je bio u izolaciji. Simbolični događaj bio je gest Hvangovih pristalica koji kažu da nameravaju da doniraju jajašca svojih 1000 članova, nakon što su se putem njihove veb stranice obavezali na doniranje ćelija. U Hvangovoj laboratoriji na Nacionalnom univerzitetu u Seulu žene su naučniku ostavile bukete nacionalnog cveća, hibiskusa zvanog Šaronova ruža, zajedno sa porukama ohrabrenja.
Istraživački centar za matične ćelije, koji je Hvang vodio pre nego što je podneo ostavku, rekao je da se nada da će se vratiti, iako bi njegovi propusti mogli naštetiti njegovim naporima da radi sa drugim istraživačkim institucijama.
„Do sada se više od 700 žena Južne Koreje obavezalo da će donirati svoje ćelije i njihov broj neprestano raste“, rekao je Lee Sun-min, zvaničnik privatne fondacije koja je pokrenuta za promociju donacija jajnih ćelija. Hiljade pacijenata prijavilo se za učešće u istraživanju, nadajući se da bi ta tehnologija mogla da pomogne u lečenju oštećenih kičmenih moždina ili bolesti poput Parkinsonove.
„Čekamo da Hvang preuzme vođstvo nakon odmora“, rekao je Seong Miong-hoon na konferenciji za novinare. Ali Seong je rekao da bi kontroverza mogla naštetiti laboratoriji.
„Reakcija stranih naučnika bila je da razumeju šta je dr Hvang otkrio, ali to ne mogu prihvatiti bez kritike“, rekao je Seong. „Nikada ne možemo biti optimisti u pogledu saradnje sa stranim institucijama.“
Seong je dodao: „Istraživači naše zemlje su se nedavno probudili zbog činjenice da moramo preduzeti sve mere predostrožnosti kako bismo osigurali da tokom istraživanja ne zaostajemo za međunarodnom etikom (smernicama).“
„Jedina nada za nas je dr Hvang. Ne gazite na naš jedini delić nade “, rekla je žena čiji sin pati od teške bubrežne bolesti. Žena se takođe obavezala da će svoje jajne ćelije prodati Hvangu.

### Online donacije jajnih ćelija
Hvang je dao ostavku na sve svoje zvanične funkcije u Svetskom centru za matične ćelije, prenoseći ih na kliniku povezanu sa Hvangovim istraživačkim timom. Nakon toga, krajem novembra 2005. godine, veb lokacija koju podržavaju Hvangove pristalice počela je da daje zaloge za doniranje ćelija online. Broj zaloga dostigao je 725 početkom decembra 2005. 
Natpisi poput „Molim vas vratite se, doktore Hvang. Već umirem da vas vidim, profesore Hvang“, postavljeni su na početnoj stranici. 
Na ovom sajtu se nalazi i fotografija Hvanga i njegovog kloniranog psa Snupija, obrubljenih slikama nacionalnog cveća Južne Koreje, u očiglednom pozivu za patriotizam. Državna himna svirala je kao muzika u pozadini.
Oni koji su se prijavili za doniranje jajnih ćelija bili su oni sa neizlečivim bolestima ili članovi njihove porodice, koji se nadaju da će ih Hvangovo istraživanje na kraju dovesti do izlečenja, kao i obične mlade, zdrave žene.